# Velezzo Lomellina

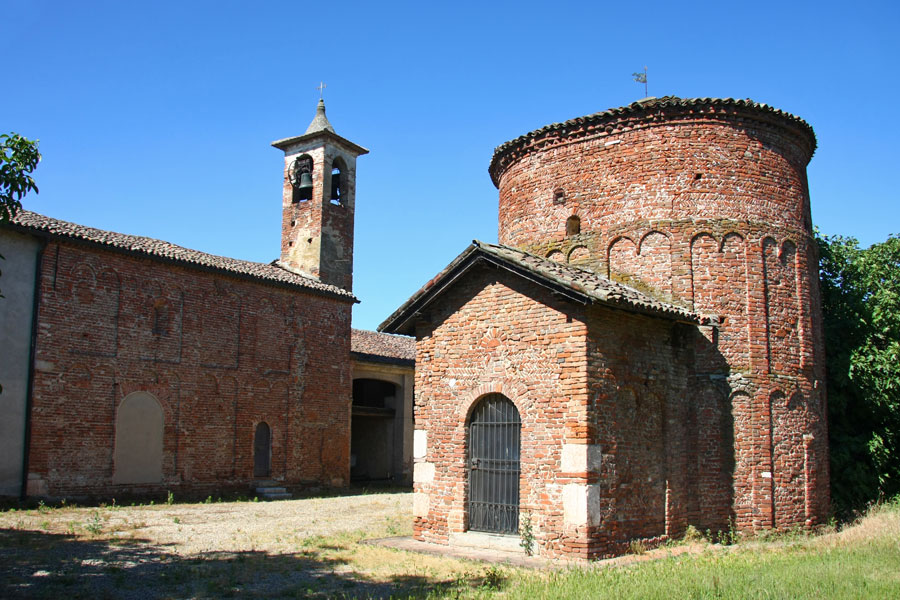
Die Kapelle von Velezzo Lomellina

Calvignano ist eine Gemeinde (comune) mit 88 Einwohnern (Stand 31. Dezember 2023) in der südwestlichen Lombardei im Norden Italiens in der Provinz Pavia. Die Gemeinde liegt etwa 32,5 Kilometer westlich von Pavia an der Agogna in der Lomellina.